# Lammersdorf (Gemeinde Millstatt am See)
Lammersdorf ist ein Dorf am Millstätter Berg in der Gemeinde Millstatt im Bezirk Spittal an der Drau in Kärnten in Österreich. Die Ortschaft liegt in 880 m Seehöhe auf einem Hochplateau rund 270 m über dem Millstätter See am Fuße der Millstätter Alpe / Nockberge und ist über die B 98 von Dellach oder via Obermillstatt (L 17) erreichbar (Entfernung zur Tauern Autobahn A 10 / Knoten Spittal-Millstätter See 10,5 km). Unmittelbar benachbarte Orte sind Obermillstatt und Sappl. Von 1889 bis 1973 gehörte Lammersdorf zur Gemeinde Obermillstatt.

## Lage und Wirtschaft

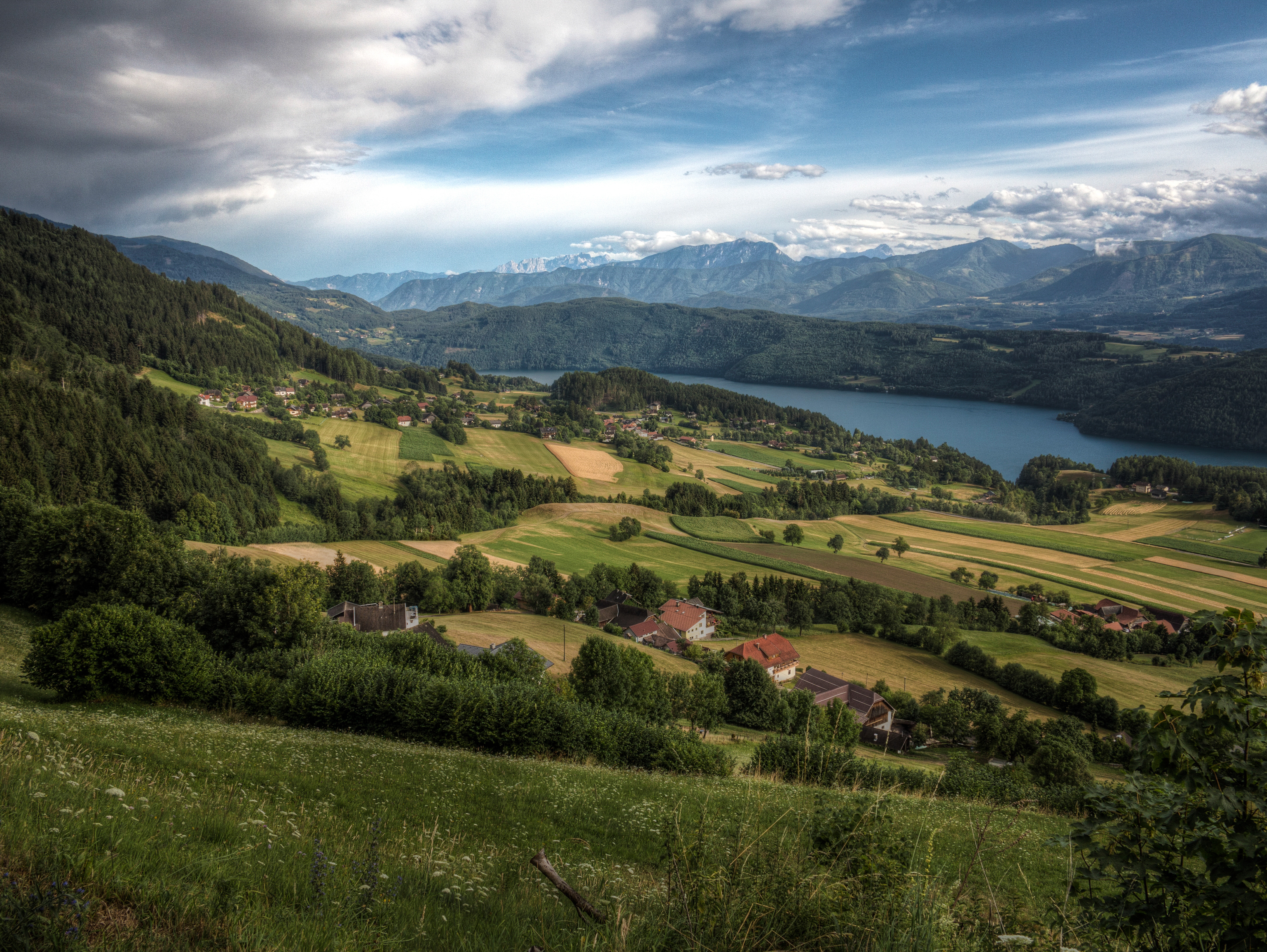
Westseite von Grantsch und Lammersdorf

Wie die umliegenden Siedlungen ist der Ort, zuletzt mit 176 Einwohnern (Stand 1. Jänner 2025) ein ursprünglich bäuerliches Dorf entlang des Pesentheiner Baches, der in den Millstätter See entwässert, aus der sich in den letzten Jahrzehnten eine größere Streusiedlung entwickelte. Neben einem Gastronomiebetrieb und einigen privaten Beherbergungsbetrieben gibt es nur noch einen Vollerwerbsbauern. Mangels ortsansässiger Betriebe pendelt der Großteil der berufstätigen Bevölkerung aus. Das Ortsgebiet liegt auf der Katastralgemeinde Obermillstatt. Das zum Ort gehörende Gotteshaus, eine römisch-katholische Kirche, der Friedhof und die Volksschule befinden sich im 1,3 km entfernten Obermillstatt. Der relativ nahe Millstätter See kann aufgrund des steil abfallenden Geländes nur über einen Wanderweg bzw. über die Straße über Obermillstatt oder über Sappl erreicht werden.
Die Anbindung an den öffentlichen Personennahverkehr erfolgt über den Postbus der Linie 5138, der den Ort auf seiner Route von Spittal aus mehrmals täglich anfährt. Im Ort gibt es keine Straßenbezeichnungen, sondern nur Hausnummern, nach denen sich Einwohner, Postboten, Lieferanten und Besucher orientieren müssen.
Seit 1989 existiert die institutionalisierte Dorfgemeinschaft „Lammersdorf Grantsch Görtschach“. Die Lammersdorfer sind mit den Bewohnern der benachbarten Weiler Grantsch und Görtschach seit jeher verbunden. Man organisiert gemeinsam die Freiwillige Feuerwehr Lammersdorf. Grantsch liegt etwas oberhalb von Lammersdorf am Pesentheiner Bach und ist eine Streusiedlung mit 80 Einwohnern. Von hier aus führt eine enge asphaltierte Mautstraße (2019 6,00 Euro) zur Lammersdorfer Hütte. Görtschach liegt östlich von Lammersdorf und ist eine Streusiedlung mit 104 Einwohnern.

## Bevölkerung
| Höfe / Häuser / Haushalte und Einwohner 1470 bis 2019 | Höfe / Häuser / Haushalte und Einwohner 1470 bis 2019 | Höfe / Häuser / Haushalte und Einwohner 1470 bis 2019 | Höfe / Häuser / Haushalte und Einwohner 1470 bis 2019 | Höfe / Häuser / Haushalte und Einwohner 1470 bis 2019 | Höfe / Häuser / Haushalte und Einwohner 1470 bis 2019 | Höfe / Häuser / Haushalte und Einwohner 1470 bis 2019 | Höfe / Häuser / Haushalte und Einwohner 1470 bis 2019 | Höfe / Häuser / Haushalte und Einwohner 1470 bis 2019 | Höfe / Häuser / Haushalte und Einwohner 1470 bis 2019 | Höfe / Häuser / Haushalte und Einwohner 1470 bis 2019 | Höfe / Häuser / Haushalte und Einwohner 1470 bis 2019 | Höfe / Häuser / Haushalte und Einwohner 1470 bis 2019 | Höfe / Häuser / Haushalte und Einwohner 1470 bis 2019 |
| ----------------------------------------------------- | ----------------------------------------------------- | ----------------------------------------------------- | ----------------------------------------------------- | ----------------------------------------------------- | ----------------------------------------------------- | ----------------------------------------------------- | ----------------------------------------------------- | ----------------------------------------------------- | ----------------------------------------------------- | ----------------------------------------------------- | ----------------------------------------------------- | ----------------------------------------------------- | ----------------------------------------------------- |
|                                                       | 1470                                                  | 1817                                                  | 1857                                                  | 1869                                                  | 1951                                                  | 1961                                                  | 1971                                                  | 1981                                                  | 1991                                                  | 2001                                                  | 2011                                                  | 2014                                                  | 2019                                                  |
| Höfe / Häuser / Haushalte                             | 9                                                     | 11                                                    | 16                                                    | 17                                                    | 20                                                    | 28                                                    | 40                                                    | 54                                                    | 60                                                    | 67                                                    | 74                                                    |                                                       |                                                       |
| Einwohner                                             |                                                       | 62                                                    | 106                                                   | 107                                                   | 124                                                   | 132                                                   | 145                                                   | 159                                                   | 171                                                   | 163                                                   | 163                                                   | 173                                                   | 169                                                   |
| Einwohner pro Haus                                    |                                                       | 6                                                     | 7                                                     | 6                                                     | 6                                                     | 5                                                     | 4                                                     | 3                                                     | 3                                                     | 2                                                     | 2                                                     | 2                                                     |                                                       |

Das älteste erhaltene Hofverzeichnis von 1470, der Urbar der St. Georgs-Ritter vom Stift Millstatt verzeichnet für Lammersdorf einen Meierhof, vier Huben, drei Lehen und eine Taverne. Alte Bauernhöfe sind der Mentele, Fastian, Wastl und Gritzen. Vom 15. bis zum 19. Jahrhundert hat sich die Zahl der Hofstellen kaum erhöht. Seit der zweiten Hälfte des 20. Jahrhunderts hat sich die Anzahl der Häuser vervielfacht. Bis in die 1950er Jahre lebten rund sechs Familienangehörige im Haus (Dienstboten wurden in der historischen Statistik nicht berücksichtigt). Heute sind es nur mehr rund zwei.

## Geschichte

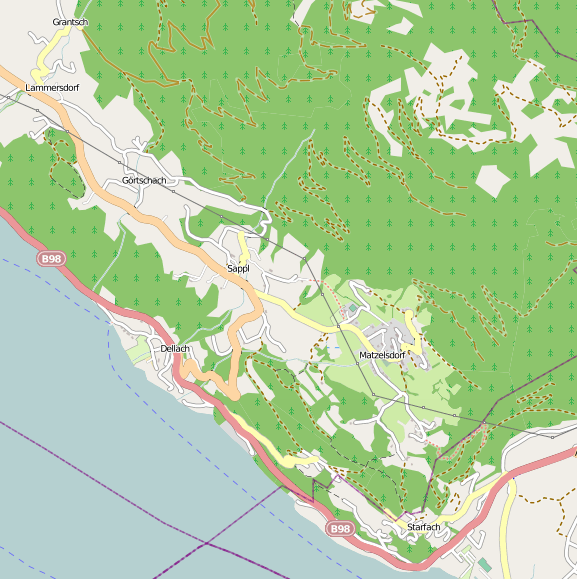
Lammersdorf und Nachbarortschaften Grantsch und Görtschach

Der gegenwärtige Ortsname, 1177 erstmals als Lomärsdorf erwähnt, geht auf den slawischen Personennamen (Mi-)Lomĕr zurück. Um 1477 wird die Siedlung als Lamersdorff bezeichnet. Der Ort ist jedoch weitaus älter als die ersten schriftlichen Spuren vermuten lassen. Auf seinem Gebiet wurden die bisher ältesten Siedlungsfunde Oberkärntens gemacht. Nachdem im Frühjahr 1948 ein Landarbeiter bei Grabungsarbeiten für die Entwässerung des Riedmooses etwa einen Kilometer westlich von Sappl am Grundstück des Landwirts Alois Palle vlg. Veidlbauer eine besonders schöne Feuersteinklinge fand, machte sich der Hobbyarchäologe Simon Steinwender, Gymnasialdirektor in Spittal an der Drau, in Zusammenarbeit mit dem damaligen Kärntner Landesarchäologen Hans Dolenz auf die Suche nach möglichen Fundstellen im Umland. Die Funde sind zum Teil im Stiftsmuseum in Millstatt zu besichtigen. Charakteristisch für die Gegend sind die gegenwärtig wieder bewaldete Kuppen aus härterem Gestein, die sich dem eiszeitlichen Gletscher widersetzen konnten. Augenscheinlich wurde er auf den unmittelbar bei der Fundstelle liegenden Kuppen nicht fündig. Die südliche Kuppe ist für einen gut zu verteidigenden Siedlungsplatz zu flach, der darüber liegende „Sauterbichl“ bei vlg. Keuschpeter ist ebenfalls nicht sehr steil. Die etwas entferntere Kuppe, auf der sich heute der Pichler-Hof in Görtschach befindet, ist zumindest gegen Süden steiler, allerdings seit dem Mittelalter permanent besiedelt, was den Nachweis früher Siedlungsspuren erschwert. Fündig wurde Steinwender dann noch auf dem etwas weiter weg liegenden Hügel, dem „Mentepichel“ oder „Schanzkogel“, der sich östlich von Lammersdorf Richtung Görtschach erhebt, wo er Anfang der 1950er Jahre Spuren einer jungsteinzeitliche Siedlung aus der Zeit von 3000 bis 1.900 v. Chr. ausgegraben hat. Das ist der bisher einzige Siedlungsfund aus dieser Zeit in Oberkärnten. Neben einer Wohngrube mit Steinsetzungen im Durchmesser von 6 m und einer Feuerstelle wurden zahlreiche Gefäßbruchstücke, steinerne Klingen, Steinabschläge, Pfeilspitzen und ein Spinnwirtel aus Ton gefunden. Zwei weitere, irgendwo bei Lammersdorf gefundene Lochbeile sind heute leider verschollen.

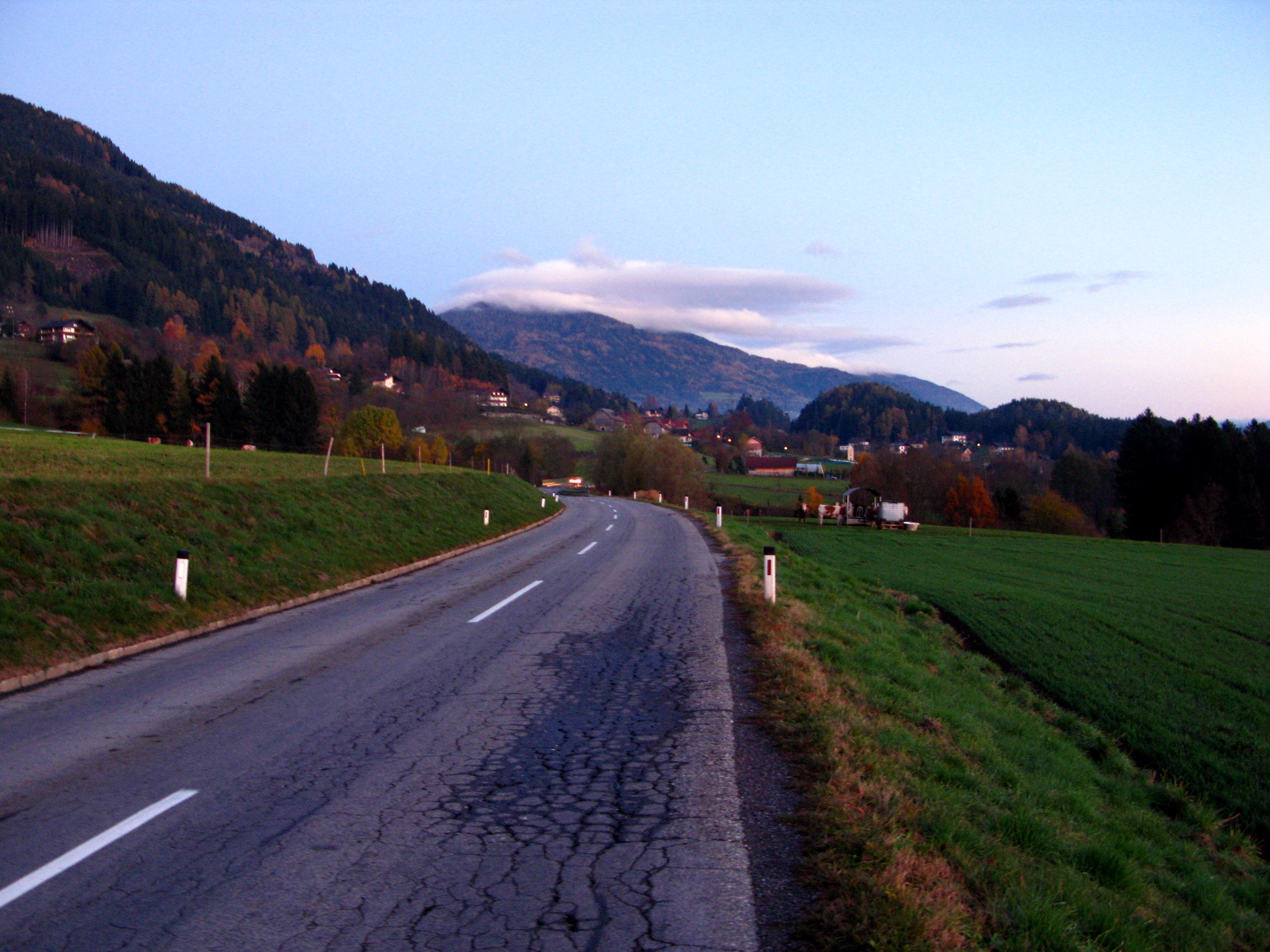
Grantsch und Lammersdorf gegen Osten. Im Hintergrund der Mirnock

Neben den Funden am Mentebichl wurden 1957 bei Bauarbeiten beim Haus Lammersdorf Nr. 10, dem Hotel-Gasthof Lammersdorf (früher Unterlercher / Fastian), ein Grab mit Bruchstücke einer Graburne und Steinbeile aus der frühen Urnenfelderzeit (etwa 1.400 vor Chr.) freigelegt, gegenwärtig ausgestellt im Stiftsmuseum Millstatt. Daher kann man annehmen, dass der Hauptsiedlungsort bereits vor 3.500 Jahren vom Mentebichl zum Wasser und zu Feldern, zum ca. einen Kilometer entfernten Bach verlegt wurde. Zwischen dem heutigen Feuerwehrhaus und Mentebichl befand sich früher ein Moor. Bis in die 1940er Jahre brüteten dort noch einige Störche.
Aus der Zeit der römischen Provinzialkultur liegen bis dato keine Funde aus Lammersdorf vor. Aufgrund der topographischen Lage kann man von einer kleinen Siedlung ausgehen, da der Ort an der alten Römerstraße zwischen Turracher Höhe und Teurnia an einem Bach liegt.

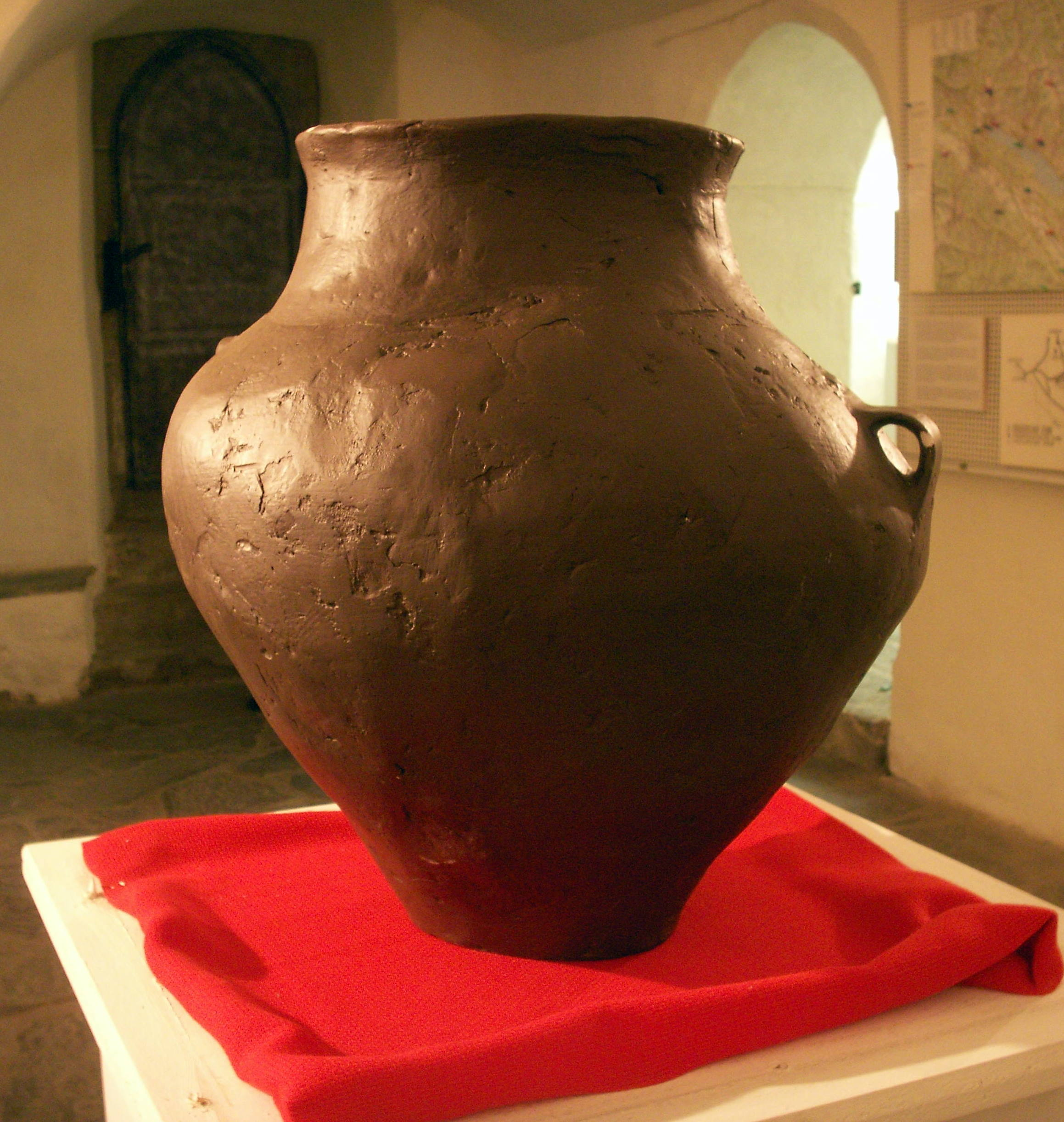
Urne von Lammersdorf (ca. 3.400 Jahre alt)

### Grantsch
Grantsch ist die nördliche Nachbarsiedlung Richtung Millstätter Alpe hin, von wo aus man auch auf die Lammersdorfer Alm kommt. Der Ortsname ist bis dato unbekannten Ursprungs und wurde 1466 als Gränsch und 1506 als Gratsch erwähnt. Bis in das 20. Jahrhundert waren auch noch die Bezeichnungen Gräntsch und Grätsch gebräuchlich. Die alten Höfe sind der Palle, erstmals schriftlich auffindbar 1670 als Pälle, eine Hube und eine Lehen. Der heutige vulgo Tscherfler ist 1599 erstmals als Türgg-Hube zu Grantsch in den Grundbüchern angeführt. Der vulgo Mörtl findet sich erst 1881, also nach der Grundentlastung.

### Görtschach

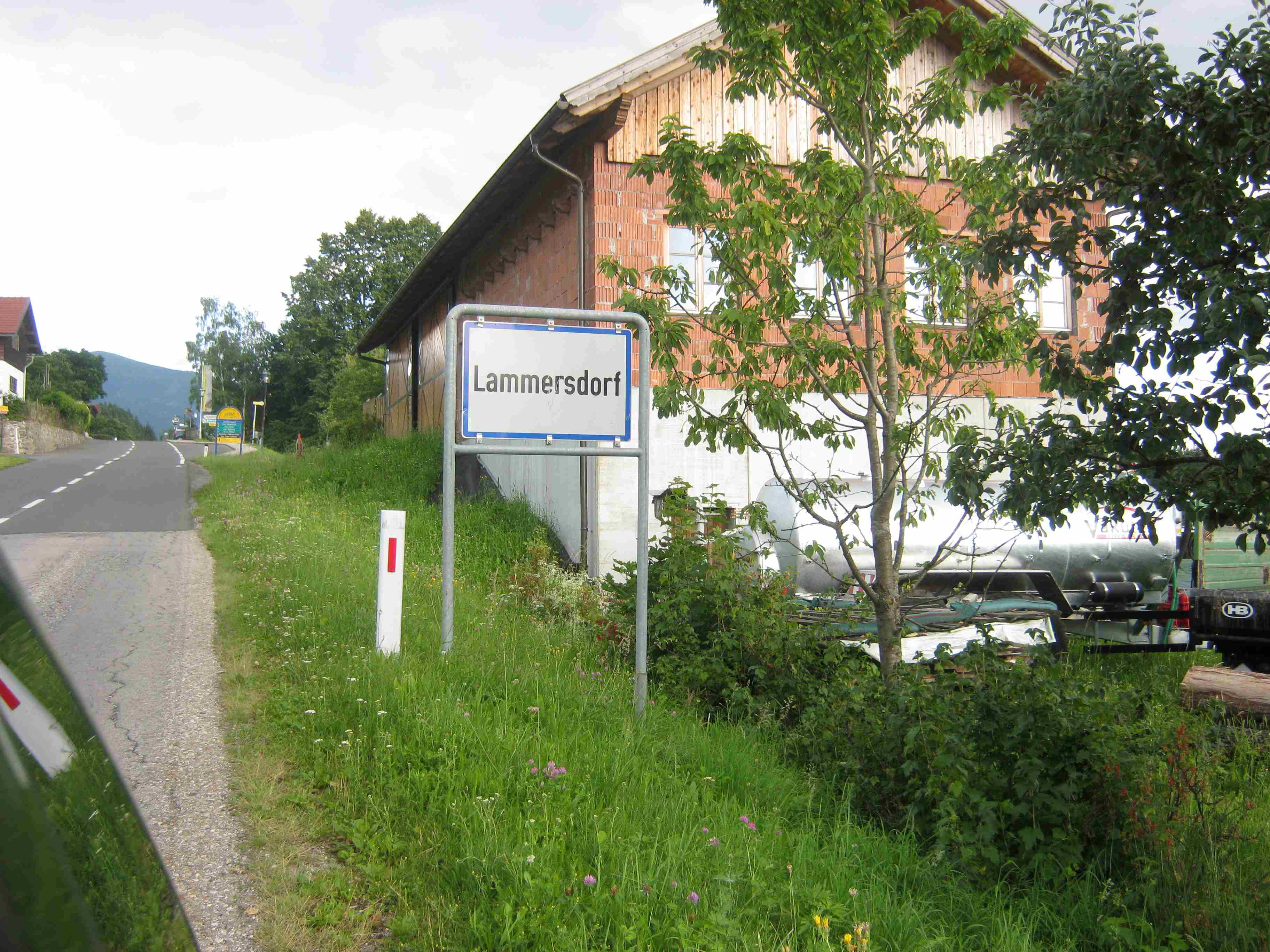
Der Ortseingang aus Richtung Obermillstatt

Die in Kärnten häufiger anzutreffende Ortsbezeichnung Görtschach leitet sich aus der spätalthochdeutschen Lehnform aus dem schriftslowenischen Goričah ab, das bei den Bichlern bedeutet. Dieser Zusammenhang wird hier besonders deutlich, denn der älteste Bauernhof, der Pichler erstmals 1520 erwähnt, liegt auf einem der für die Landschaft typischen Moränen-Hügel. Das ortsnamentliche Gegenstück ist Dellach vom slawischen Dôljah, das bei den Talbewohnern bedeutet. Beide Ortschaften liegen am Görtschacher Bach. Durch einen alten Fußweg waren die Orte früher stärker miteinander verbunden, als die heute weit ausholende Autostraße vermuten lässt. Weitere alte Höfe sind der Niggele und der Lindel. Bei beiden bestehen die alten Häuser, jeweils in Blockbauweise, noch. Die drei kleineren Höfe von Görtschach heißen Aichbichler, Bodenbauer und Waldadam.
Vom Pichler in Görtschach stammt mit großer Wahrscheinlichkeit der im Schweizer Kanton Graubünden bekannte Steinmetzmeister und Architekt der Spätgotik, Andreas Bühler, der zwischen 1489 und 1512 mindestens vierzehn Kirchen er- und umbaute und vermutlich an weiteren Bauten beteiligt war. Laut einem Fund des Lokalhistorikers Axel Huber  im Pfarrarchiv von Gmünd ist 1441 von einem Kauf die Rede, bei dem ein Anthoni Strasser zu Gmünd einem Bürger der Stadt ein Gut in Oberlammerstarff gen. Görianczitzsch auf dem püchel um 60 Pfund verkauft, das von einem Pächter Andre bewirtschaftet ist. 1520 hieß der Pichler Am Pühl, 1562 Pühler oder 1599 Am Püchel (Größe drei Lehen). Als hypothetisches Geburtsjahr Bühlers wird 1457 angenommen. Es ist vorstellbar, dass der als Pächter erwähnte Andre der Vater von Andreas Bühler war und der neue Hofeigentümer aus Gmünd seinem talentierten Untertan eine Steinmetzlehre in Gmünd ermöglichte, der sich dann nach seiner lokalen Herkunft Püchler nannte aus dem später ein Bühler wurde. Das Ende seiner Ausbildung ist spätestens für den St.-Andreas-Tag 1478 (30. November) im Haller Hüttenbuch der Inntaler Steinmetzenbruderschaft belegt, wo es heißt andre püchler von Gmund is prueder worden / als ein stainmecz. In einer Bauinschrift von 1489 in der Reformierten Kirche Scharans nannte er sich bereits in der Funktion als Polier, maister anntres püchler.

## Persönlichkeiten
- Jutta Fastian (* 1969), in Lammersdorf aufgewachsene Schauspielerin
- Franz Politzer (* 1950), in Lammersdorf wohnender internationaler Künstler